# Barwert
Der Barwert, auch Gegenwartswert genannt (englisch present value), ist ein grundlegender Begriff aus der Finanzmathematik. Der  Barwert ist der Wert, den zukünftige Zahlungen in der Gegenwart besitzen. Er wird durch Abzinsung der zukünftigen Zahlungen  und anschließendes Summieren ermittelt.
Daneben gibt es noch den Begriff des versicherungsmathematischen Barwerts, welcher eine Verallgemeinerung des finanzmathematischen Barwerts darstellt.
Der Barwert stellt in der Finanzmathematik eine wichtige Referenzgröße dar. So können durch Barwertbildung Zahlungen miteinander verglichen werden, die zu unterschiedlichen Zeitpunkten anfallen (Barwertvergleich). Ebenso lassen sich mehrere Zahlungen mithilfe von Barwerten zusammenfassen und bewerten.

## Hintergründe
Im Finanzwesen sind Zahlungen, die zu verschiedenen Zeitpunkten anfallen, nicht direkt miteinander vergleichbar. Dies liegt daran, dass sich Geld in der Regel zinsbringend auf dem Kapitalmarkt anlegen lässt, was zur Folge hat, dass frühere Zahlungen üblicherweise mehr wert sind als spätere Zahlungen. Um Vergleichbarkeit herzustellen, müssen Zahlungen auf einen gemeinsamen Zeitpunkt bezogen werden, was mithilfe von Auf- bzw. Abzinsungen geschieht. Bei Barwertbetrachtungen ist dieser gemeinsame Zeitpunkt die Gegenwart („heute“), das heißt alle zukünftigen Zahlungen werden auf den heutigen Zeitpunkt abgezinst.

## Barwertberechnungen

### Barwert einer einzigen Zahlung
Im einfachsten Fall ist der Barwert einer einzigen Zahlung {\displaystyle Z_{t}} zu ermitteln, die zu einem zukünftigen Zeitpunkt {\displaystyle t} anfällt. Um den Barwert zu erhalten, muss diese Zahlung nur mit einem Diskontierungsfaktor {\displaystyle d(t,0)} multipliziert werden, der das Austauschverhältnis von einer Geldeinheit zum Zeitpunkt {\displaystyle t} zu einer Geldeinheit zum Zeitpunkt null („heute“) widerspiegelt:
{\displaystyle BW(Z_{t})=Z_{t}\cdot d(t,0)} .
In der Praxis bildet sich dieses Austauschverhältnis für jeden zukünftigen Zeitpunkt {\displaystyle t} aus dem Zusammenspiel von Angebot und Nachfrage auf den Finanzmärkten. In der Theorie hängt der Diskontierungsfaktor vom unterstellten Zinsmodell ab. Oftmals wird von einem konstanten Periodenzinssatz {\displaystyle i} und einer Zinsperiode von einem Jahr ausgegangen. Für den einfachen Fall, dass {\displaystyle t} eine ganze Zahl von Jahren bezeichnet, lautet der Diskontierungsfaktor unter diesen Annahmen {\displaystyle d(t,0)=1/(1+i)^{t}} und der Barwert lässt sich dann schreiben als
{\displaystyle BW(Z_{t})={\frac {Z_{t}}{(1+i)^{t}}}}.

### Barwert einer Zahlungsreihe
Um den Barwert einer Reihe von Zahlungen {\displaystyle Z_{t_{1}},Z_{t_{2}},\ldots } zu zukünftigen Zeitpunkten {\displaystyle t_{1},t_{2},\ldots } zu erhalten, müssen nur die Barwerte der einzelnen Zahlungen addiert werden. Dadurch erhält man die allgemeine Barwertformel
{\displaystyle BW(Z_{t_{1}},Z_{t_{2}},\ldots )=\sum _{k}Z_{t_{k}}\cdot d(t_{k},0)}.
Im speziellen Fall eines konstanten Periodenzinssatzes {\displaystyle i} und Zahlungen zum Periodenende erhält man die Formel
{\displaystyle BW(Z_{1},Z_{2},\ldots )=\sum _{t}{\frac {Z_{t}}{(1+i)^{t}}}}.

### Barwert einer Anleihe
Häufig wird die Barwertformel angewendet, um den theoretischen Preis einer festverzinslichen Anleihe zu berechnen. Dabei ist der zugrunde liegende Zinssatz der Marktzins. Zu einer Anleihe mit einem Nominalwert (Rückzahlungsbetrag) {\displaystyle N}, einer Laufzeit von {\displaystyle T} ganzen Jahren und konstanten jährlichen Kuponzahlungen {\displaystyle C} gehört die Zahlungsreihe {\displaystyle (C,C,\ldots ,C+N)}. Bei einem konstanten Marktzins {\displaystyle i} beträgt der Barwert demnach
{\displaystyle BW(C,C,\ldots ,C+N)={\frac {C}{(1+i)}}+{\frac {C}{(1+i)^{2}}}+\dots +{\frac {C}{(1+i)^{T}}}+{\frac {N}{(1+i)^{T}}}}.
Mithilfe der Formel für die endliche geometrische Reihe lässt sich der Barwert kompakt schreiben als
{\displaystyle BW(C,C,\ldots ,C+N)=C\cdot {\frac {(1+i)^{T}-1}{(1+i)^{T}\cdot i}}+{\frac {N}{(1+i)^{T}}}}.
Beträgt die Zeit bis zur ersten Kuponzahlung weniger als ein Jahr, enthält der Barwert zeitanteilige Stückzinsen für den ersten Kupon und wird als „dirty price“ bezeichnet. Zieht man vom „dirty price“ die zeitanteilig abgegrenzten Stückzinsen ab, erhält man den sogenannten „clean price“. Der „clean price“ ist der Preis, der bei Börsennotizen, in Kurslisten o. Ä. aufgeführt wird. Der „dirty price“ ist der Preis, der bei einer Veräußerung tatsächlich gezahlt wird.

### Barwert einer starren Rente
Als Rente bezeichnet man in der Finanzmathematik eine periodische Folge von Zahlungen. Werden die Zahlungen nicht auf einen Zeitraum beschränkt, sondern fließen unbegrenzt lange, spricht man von einer ewigen Rente, ansonsten von einer Zeitrente.
Der Barwert einer nachschüssigen ewigen Rente mit jährlicher Zahlung in Höhe {\displaystyle R} beträgt bei einem konstanten Periodenzinssatz {\displaystyle i}
{\displaystyle BW(R,R,\ldots )=R\cdot {\frac {1}{i}}}.
Eine nachschüssige Zeitrente, die {\displaystyle n} Jahre in Höhe von {\displaystyle R} gezahlt wird, hat den Barwert
{\displaystyle BW(R,R,\ldots ,R)=R\cdot {\frac {(1+i)^{n}-1}{i(1+i)^{n}}}}.
Offenbar erhält man den Barwert einer konstanten Rente, indem man die konstante Rentenzahlung {\displaystyle R} mit dem danebenstehenden Rentenbarwertfaktor multipliziert.

#### Beispiele
- Bei einem Zinssatz von 5 % ist der Barwert der ewigen Rente 20-mal so groß wie die jährliche Zahlung, der Rentenbarwertfaktor beträgt 20.

- Der Barwert einer 30 Jahre laufenden Rente ist das 15,4-fache der jährlichen Zahlung, der Rentenbarwertfaktor beträgt 15,4.
- Der Barwert einer einjährigen Rente ist {\displaystyle {\frac {1}{1{,}05}}}-mal so hoch wie die Ausschüttung, der Rentenbarwertfaktor beträgt {\displaystyle {\frac {1}{1{,}05}}}, was etwas größer als 0,95 ist.

## Kapitalwert
Der Kapitalwert (englisch net present value) ist eine Barwertbetrachtung, die zur Beurteilung der Wirtschaftlichkeit von Investitionen vorgenommen wird. Dabei wird der Barwert aller mit der Investition verbundenen Ein- und Auszahlungen über den Amortisationszeitraum der Investition ermittelt. Die Investition ist wirtschaftlich, wenn dieser Barwert positiv ist.
Auszahlungen resultieren dabei typischerweise aus Investitionsausgaben und sind daher am Anfang des betrachteten Zeitraums fällig. Nettoeinzahlungen resultieren aus den von der Investition erwarteten zusätzlichen Erlösen, sind typischerweise erst zu einem späteren Zeitpunkt zu erwarten und werden somit stärker diskontiert.

## Versicherungsmathematischer Barwert
Der versicherungsmathematische Barwert ist eine Verallgemeinerung des finanzmathematischen Barwerts. Wo letzterer den Wert, den zukünftig anfallende Zahlungen in der Gegenwart besitzen, (nur) unter Berücksichtigung der Abzinsung darstellt, fließen beim versicherungsmathematischen Barwert auch noch statistische bzw. stochastische Größen wie Sterbewahrscheinlichkeiten und Ähnliches ein. Der versicherungsmathematische Barwert berücksichtigt somit die Unsicherheit zukünftiger Zahlungen.
Damit wird definiert: Der Barwert eines Versicherungsvertrages ist der Erwartungswert der abdiskontierten Leistungen.
{\displaystyle Barwert=ES}
Der versicherungsmathematische Barwert einer Leibrente zum Beispiel ist die Summe aller möglichen zukünftigen Rentenzahlungen einschließlich möglicher Hinterbliebenenrentenzahlungen nach dem Tode des Rentenempfängers, jeweils mit der Wahrscheinlichkeit ihres Eintretens gewichtet und auf den Berechnungszeitpunkt abgezinst. Damit kann er auch als Preis aufgefasst werden, den das Versicherungsunternehmen einmalig zum Vertragsabschluss verlangen muss, um die Versicherungsleistungen erbringen zu können und stellt damit den Gegenwert der reinen Versicherungsleistung dar und wird daher auch als Nettoprämie bezeichnet.
Beispielsweise soll für einen Versicherten mit Eintrittsalter {\displaystyle x} und einer Restlebenszeit {\displaystyle T_{x}} der Barwert einer Sofortrente berechnet werden. Bei {\displaystyle n} Rentenzahlungen wird zu Beginn des {\displaystyle k+1}-ten Versicherungsjahres eine Zahlung in Höhe von {\displaystyle R} fällig, sofern {\displaystyle T_{x}>k} gilt. Die abdiskontierte Gegenleistung ist:
{\displaystyle S=\sum _{k=0}^{n-1}Rv^{k}1_{\lbrace T_{x}>k\rbrace }}
und damit den Barwert
{\displaystyle ES=R\sum _{k=0}^{n-1}v^{k}P(T_{x}>k)=\sum _{k=0}^{n-1}v^{k}{}_{k}p_{x}}.